# Lunar Aurora
Lunar Aurora war eine seit 1994 bestehende deutsche Metal-Band aus Rosenheim. Die Mitglieder der Band wechselten des Öfteren, wobei Benjamin „Aran“ König, Andreas „Whyrhd“ Bauer und Constantin „Sindar“ König die drei Hauptakteure der Band sind. Die Band veröffentlichte neben zwei Demos und einigen Beiträgen für Splits und Compilations neun Alben. Die Liedtexte sind in sowohl deutscher als auch englischer Sprache gehalten.

## Herkunft des Bandnamens
Die Wörter lunar und aurora sind lateinischen Ursprungs und verweisen zum einen auf den Mond (lateinisch: lunaris ‚zum Mond gehörig‘ von lateinisch luna ‚Mond‘), zum anderen auf Aurora, die römische Göttin der Morgenröte. Die Band sagt, der Name sei „Alt-Englisch“, beide Wörter tauchen im Englischen aber erst im 14. Jahrhundert (Aurora), respektive im 15. Jahrhundert (Lunar) auf, wonach sich „Alt-Englisch“ nicht auf die sprachhistorische Periode Altenglisch beziehen dürfte.
Der Name stammt von Aran und Whyrhd; letzterem zufolge bedeute der Name „im wörtlichen Sinn ‚Mondhof‘. Im weiteren Sinn sehen wir darin sowohl die sichtbare Ausstrahlung als auch das energetische Wirken des Mondes auf unsere Erde sowie auf unseren Geist und unsere Seelen. Und Black Metal bietet diese einzigartigen tiefen spirituellen Sphären, die daraus so viel mehr als nur Musik machen.“. Aran gibt in einem Interview als Bedeutung Mondaura an. Die Bedeutung für die Band sei „die Assoziation zur sichtbaren Aura (dem Lichtkranz) und zur unsichtbaren Aura des Mondes, welche uns im Innern trifft und bewegt“. Darüber hinaus stehe der Mond für Dinge wie „die Nacht, das Unterbewusstsein und das Metaphysische“.

## Geschichte
Die Gründer Benjamin „Aran“ König und Andreas „Whyrhd“ Bauer lernten sich 1994 kennen, im Oktober 1995 nahmen sie die erste Demo-Kassette A Wandering Winterdream Beneath the Cold Moon auf. Neben Aran und Whyrhd waren die Keyboarderin Biil und der Schlagzeuger Nathaniel beteiligt. Letzterer gründete zusammen mit einem weiteren, ehemaligen Schlagzeuger der Band, Profanatitas, im Mai 2005 die Band Mortuus Infradaemoni.

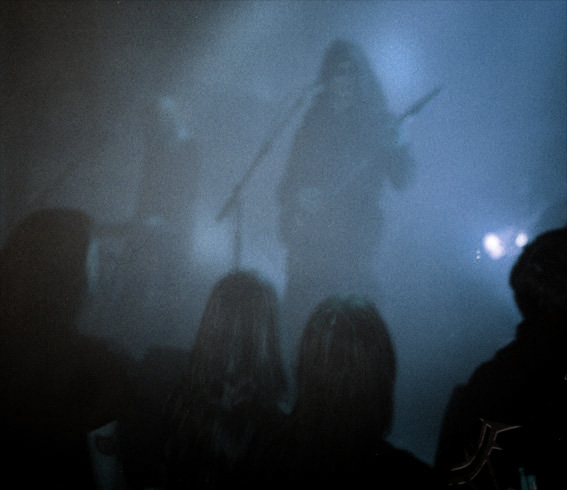
Constantin „Sindar“ König und Andreas „Whyrhd“ Bauer bei einem Auftritt in Salzburg 2004

Nach einem weiteren Demo und nachdem die Band einen Plattenvertrag mit Voices Productions unterschrieben hatte, veröffentlichte Lunar Aurora im Jahr 1996 ihr erstes Album Weltengänger, welches 2007 neu herausgegeben wurde. Im Frühjahr 1996 gab die Band ihren ersten Live-Auftritt in Fulda, zusammen mit Impending Doom und Temperance. Am nachfolgenden Werk Seelenfeuer spielte zum ersten Mal der Bruder von Aran, Constantin „Sindar“ König am Keyboard. Er trat 1996 der Band bei, nachdem Biil die Band aus persönlichen Gründen verlassen hatte. Auch Seelenfeuer wurde wiederveröffentlicht, im Jahr 2005 über Cold Dimensions. Es folgte eine 7"-EP mit der deutschen Black-Metal-Band Secrets of the Moon, wofür Lunar Aurora ein Lied mit dem Titel Auf einer Wanderung beisteuerte, das auf der 2005er Version des Albums Seelenfeuer als Bonus-Stück enthalten ist.
1999 wurde Of Stargates and Bloodstained Celestial Spheres via Kettenhund Records veröffentlicht. Auf diesem Album, wie auch auf dem nächsten, spielte Bernhard Klepper, ein alter Bekannter von Aran am Schlagzeug, nachdem Nathaniel die Band wegen Knieproblemen verlassen musste. Nach einem Labelwechsel zu Ars metalli, der zeitgleich mit der deutschen Band Nagelfar durchgeführt worden war, nahm die Band 2000 das Album Ars moriendi auf. Diese CD wurde 2004 nach musikalischer Überarbeitung und mit neuem Cover-Artwork bei Supernal Records wiederveröffentlicht. Das Cover-Artwork zu dieser Wiederveröffentlichung wurde von Aran entworfen, der sich generell für die graphischen Gestaltungen von Lunar Aurora verantwortlich zeigte. Zwischen der Veröffentlichung von Of Stargates and Bloodstained Celestial Spheres und Ars moriendi gab es ein kurzes Zwischenspiel mit Narg von der Band Funebris am Schlagzeug, das jedoch aufgrund stilistischer Differenzen nicht lange währte. Nach Ars moriendi verließ Bernhard Klepper wieder die Band, da er in eine andere Stadt gezogen war, woraufhin Aran das Schlagzeug übernahm.
Es kam bei den Aufnahmen zu Elixir of Sorrow zu Problemen mit Ars metalli, woraufhin die Band nach einigen Jahren ohne Label zu den Italienern The Oath wechselte und dort Elixir of Sorrow im Jahr 2004 veröffentlichte. Nachdem es aber auch mit diesem Label Probleme gab, wurde schließlich nur Elixir of Sorrow dort veröffentlicht, während Zyklus über die von Whyrhd neu gegründete Plattenfirma Cold Dimensions der Öffentlichkeit präsentiert wurde.

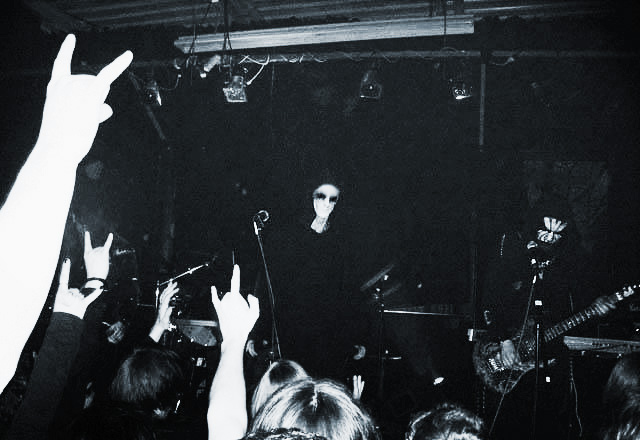
Live-Auftritt von Lunar Aurora im Januar 2006 in Rosenheim
(v. l. n. r.: Stefan „Skoarth“ Botz, Andreas „Whyrhd“ Bauer, Benjamin „Aran“ König)

Ein Jahr später nahm Lunar Aurora das siebente Album, Mond, auf, welches wieder bei Cold Dimensions publiziert wurde. Als Mond veröffentlicht worden war, zog sich Whyrhd als aktives Bandmitglied zurück, da die Band, Cold Dimensions, sowie seine berufliche Tätigkeit zeitlich nicht zu vereinbaren gewesen waren. Das achte und bisher letzte Album, Andacht, das im November 2006 in den Helion Studios eingespielt und zu dem sogar ein Trailer aufgenommen worden war, wurde im Januar 2007 ebenfalls bei Cold Dimensions veröffentlicht. Die Mitglieder gaben bekannt, nach der Veröffentlichung Lunar Aurora vorerst auf Eis zu legen, wobei ein späteres Reaktivieren nicht kategorisch ausgeschlossen wurde. Einige Gründe dafür waren die Verausgabung Arans nach Andacht, sowie der Punkt, dass Aran und Sindar planten, sich neuen Herausforderungen hinzuwenden. Ersterer erläuterte dazu in einem Interview:

„Einer der Gründe ist, dass ich nach 12 Jahren LUNAR AURORA merke, dass ich auch mal andere Wege gehen möchte und in Zukunft sicher herumprobieren werde.“

Die Band gab nur selten Konzerte, spielte aber zum Beispiel 1997 als Vorband für die norwegische Band Emperor. Gründe für die seltene Bühnenpräsenz erklärte Whyrhd in einem Interview, das vor der Veröffentlichung von Elixir of Sorrow gemacht worden war, folgendermaßen:

„Wir spielten/ spielen insofern selten live, da wir erstens immer Line- up Probleme [sic!] hatten, andererseits wollten wir Gigs immer als etwas Spezielles und Besonderes behalten.“

Aran ist seit dem Jahr 2000 in dem von ihm gegründeten Dark-Ambient-Projekt Trist involviert, während Whyrhd als Sänger für die griechische Band Nocternity tätig ist. Das dritte Mitglied auf Andacht, Skoarth, der seit Dezember 2005 als Gitarrist bei Lunar Aurora mitwirkt, spielt bei der Münchner Dark-Metal-Band Somber Serenity die E-Gitarre.
Im Juli 2011 wurde auf der Homepage des Labels Cold Dimension ein neues Album mit dem Titel Hoagascht angekündigt, das im Winter 2011/2012 nach einer mehrjährigen Pause erscheinen soll. Die Texte sollen, wie bereits beim Lied A haudiga Fluag, im oberbayerischen Dialekt verfasst sein. Zuletzt bestand die Band wieder aus den Gründungsmitgliedern Aran und Whyrhd. Im Herbst 2012 gaben sie auf ihrer Website die Auflösung der Band bekannt.

## Stil

### Musik

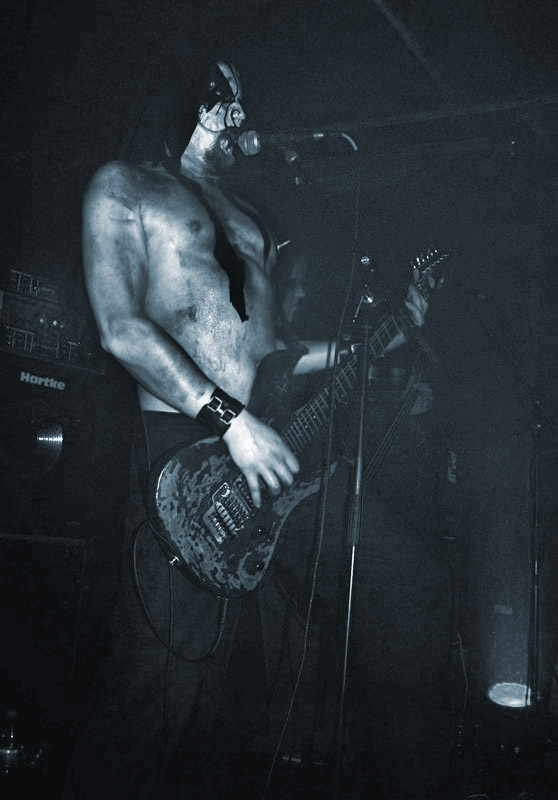
Benjamin „Aran“ König bei einem Auftritt 2006

Musikalisch orientiert sich Lunar Aurora an einer raueren Variante des Black Metal, wenngleich oftmals Keyboards oder Samples eingesetzt werden. So sind beispielsweise beim Lied Die Nacht vom Album Zyklus die Gitarren stark verzerrt, während im Hintergrund eine Keyboard-Melodie und in der Mitte des Liedes eine ca. drei Minuten lange Passage ohne Schlagzeug und verzerrte Gitarre zu hören ist. Beim Album Andacht hingegen findet sich zu Beginn eines jeden Liedes ein Teil mit unterschiedlicher Gestaltung, so z. B. beim Lied Glück gregorianisch anmutender Mönchsgesang.
Am Schlagzeug werden die für den Black Metal typischen Blastbeats, sowie Doublebass-Drumming verwendet. Mit Ausnahme von Andacht, wo ein Drumcomputer benutzt wurde, wurden die restlichen Alben mit Schlagzeugern eingespielt. Technisch sind die Riffs für Gitarre eher simpel. Aran erklärte dazu in einem Interview, dass ihm jenes Können genüge, das er benötige, um das zu erreichen, was er erreichen wolle. Auch Whyrhd gab an, dass sie keine Virtuosen seien und auch nicht danach streben würden.

„Im Prinzip unterscheide ich 2 Arten von Musik, das eine ist „Kopfmusik“ und das andere ist „Bauchmusik“.
Bauchmusik zielt für mich nur auf die Gefühlswelt, Meditationsmusik oder die Musik die wir machen zähle ich dazu.“

Gesanglich orientiert sich die Band am Screaming. Daneben finden manchmal auch klare Gesänge oder Sprechpassagen Einsatz. Am Gesang war in der Regel ein jedes der Kernmitglieder beteiligt – Aran und Whyrhd seit Beginn und ab Elixir of Sorrow auch Sindar. Auf Andacht, wo Whyrhd kein aktives Mitglied der Band mehr war, fungierte er als Gastsänger einiger weniger Passagen.

### Texte

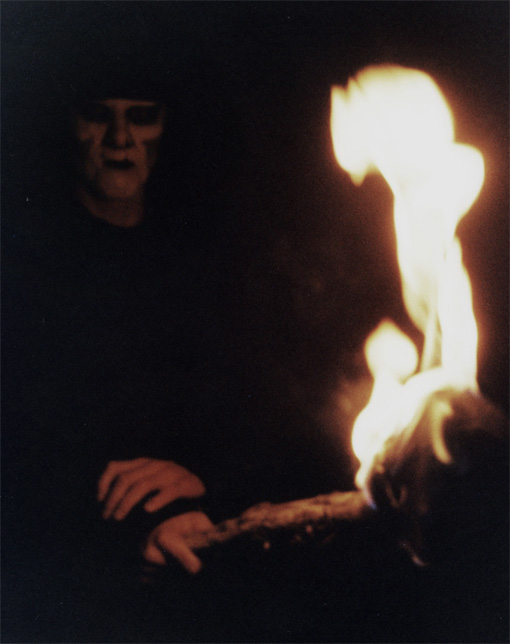
Andreas „Whyrhd“ Bauer im Jahr 2004

Die Texte der Band sind primär in englischer oder deutscher Sprache verfasst, wobei das Lied A haudiga Fluag für die Split-LP mit Paysage D’Hiver einen Text im bairischen Dialekt enthält. Inhaltlich beschäftigen sich Lunar Aurora zwar mit düsterer Thematik, jedoch ohne sich der für den Black Metal entscheidenden satanischen Inhalte zu bedienen; Aran gab gegenüber dem Legacy an, Satanismus sei „ein Glaubensbekenntnis, also eine Religion, und Religion lehnen wir komplett ab“; gegenüber Whiskey-soda.de betonte er, es gebe bei Lunar Aurora „keinen direkten Einfluss aus satanischen, heidnischen, literarischen, philosophischen und anderen Richtungen“, sondern nur die Musiker selbst. Bei einem Gespräch zur Zeit von Andacht bei metal.de merkte Aran folgendes, nicht nur ausschließlich auf die Texte bezogenes an:

„Damals [zu Zeiten um den Beginn von Lunar Aurora, Anm.] konnte ich mich schon nicht so recht damit identifizieren, wie im Black Metal Texte geschrieben, Logos dargestellt, mit dem ganzen übergeordneten Thema „Dunkelheit“ umgegangen wird. Das hat sich bis heute durchgezogen. Ich mache die Musik, weil ich damit das ausdrücken kann, was ich ausdrücken möchte, nicht umgekehrt. Diese ganzen erzwungenen Standards brauche ich nicht.“

 Whyrhd sagte in einem Interview zu den Texten, dass sie spirituelle Themen mit Motiven wie Geist und Seele, sowie die Entwicklung derselben, Sphären, das Leben und den Tod, Schmerz, Qual und Hölle, Mond und Sterne behandeln, diese jedoch nicht nur, um ein inneres Bild zu erzeugen, sondern auch, um die „Energie“ dahinter einzufangen.
Eine konkrete Bedeutung aus den Texten herauszufinden, gestaltet sich oft schwierig, da sie oberflächlich betrachtet komplex verwoben erscheinen. Aran antwortet dazu in einem Interview auf die Frage, ob Kenntnis von den Texten wichtig sei:

„[S]icherlich ist es besser, wenn man sich auch mit den Texten auseinander setzt... und seien sie noch so metaphysisch gehalten: sie haben ihre Wirkung und Botschaft!“

Auf die Frage, warum die Band viele ihrer Texte in Deutsch verfasse, erwiderte Aran in einem frühen Interview, zur Zeit von Of Stargates and Bloodstained Celestial Spheres, dass es einfacher sei, in der Muttersprache zu schreiben, da „das Wörterbuch in der anderen Hand dieses Unterfangen“ hindern könne. Auch klinge die deutsche Sprache „härter“, was sich gut in das Gesamtbild einfüge. In einem späteren Interview gibt er an, dass es „ab einem gewissen Informationsgehalt und diversen Wortspielen […] einfach zu mühsam“ werde, englischsprachige Texte zu verfassen. Aber es sei auch „schöner, die eigene Sprache zu verwenden“. Im selben Interview nennt er Whyrhd zumeist verantwortlich für die englischsprachigen Texte. Zur Idee, eine bairischsprachiges Lied zu schreiben, gibt Aran an, dass es natürlich sei, „einmal einen Text in der eigenen Mundart zu verfassen“. Außerdem sei das Bairische „viel derber […] als das normale Deutsch“, wodurch es sich gut eigne.
Auf dem 2012 veröffentlichten Album Hoagascht sind alle Texte in bairischem Dialekt; es handelt sich dabei, wie Aran auf Nachfrage erklärte, um den oberbayerischen Dialekt aus der Gegend von Rosenheim und Ebersberg, aus der die Musiker stammen, wobei die Dialekte teilweise zwischen Landkreisen oder auch Ortschaften leicht variieren. Die Entscheidung, bairische Texte zu verwenden, fiel, weil die neuen Lieder „in eine sehr erdige und ruhige Richtung“ gingen und der Band „klar [war], dass hier unser heimischer Dialekt gut passen wird“.

## Bewertung und Kritik

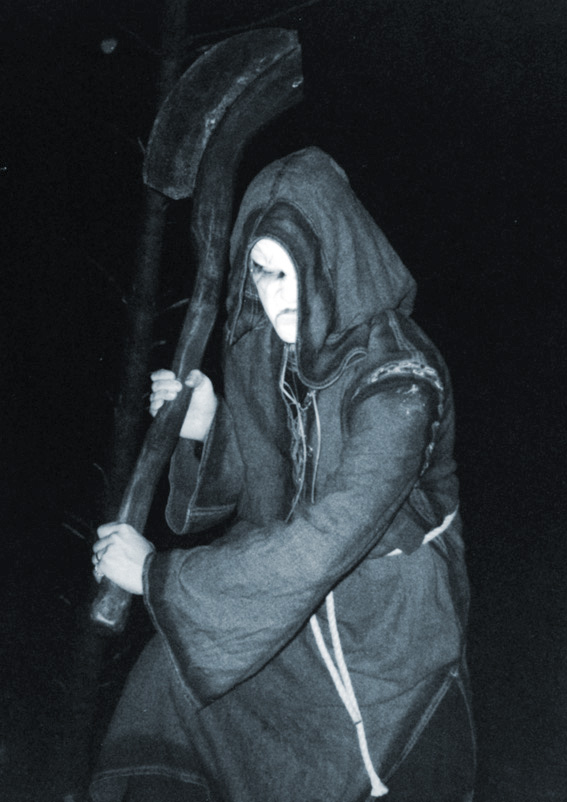
Constantin „Sindar“ König im Jahr 2004

Die Rezensionen zu den Alben der Band waren oftmals positiv, teilweise aber auch negativ. Einen starken Kontrast in der Bewertung liefern die Rezensionen zu Seelenfeuer, auf der einen Seite von metal1.info, auf der anderen Seite vom Rock-Hard-Magazin, bzw. vom Online-Magazin Vönger. Patrick Käseberg von metal1.info sagt am Ende seiner Kritik beispielsweise:

„Kein Zweifel, "Seelenfeuer" weiß auf ganzer Linie zu gefallen, es thront über den Dingen.“

Zwar werden auch in dieser Kritik einige Negativpunkte aufgegriffen (summa summarum: „es erreicht die späteren meisterlichen Werke nicht ganz“), doch nennt der Bewerter aus seiner Sicht sehr viele positive Aspekte. Dem gegenüber stehen – zumindest teilweise – die Bewertungen des Rock Hard und von Vönger. So schreibt Wolf-Rüdiger Mühlmann vom Rock Hard, dass „für Lunar Aurora nur das Mittelfeld übrig [bleibt]“, bzw. das Werk „[absolut nicht] originell ist“. Rezensent Herjulf von Vönger vermittelt seinen Eindruck so:

„Die Band versucht, komplexe Musik zu schreiben, erkennt dabei aber nicht, dass sich diese Komplexität langsam in den Liedern entwickeln muss […].“

Häufig ist in Kritiken die Aussage zu finden, dass Lunar Aurora eine der führenden, bzw. wichtigsten Bands aus dem Black-Metal-Umfeld vor allem im deutschen Raum seien. An anderer Stelle wird die „Klasse“ der Band hervorgehoben. Ein Beispiel dafür ist Haiko Nahm vom Tinnitus-Magazin in einer Kritik zu Andacht, wo er Lunar Aurora als eine „der schlicht besten Black Metal Bands die es je gab“ bezeichnet. Allerdings finden sich auch weniger enthusiastische Stimmen. Beispielsweise lobt Pedro Azevedon von Chronicles of Chaos zwar die Band in einer Rezension zu Mond, er bezeichnet sie aber nicht durchwegs als herausragend.
Einige Rezensenten bezeichnen die Band – direkt oder indirekt – als eher unbekannt. In manchen Kritiken wird betont, die Alben Lunar Auroras bewegen sich generell auf hohem Niveau. Rüdiger Stehle von powermetal.de beispielsweise verwendet bei einer Rezension zu Andacht die Worte „weiterer Volltreffer“, bzw. „lange Tradition von Ausnahmewerken“. Patrick Käseberg von metal1.info schreibt in einer Kritik zum selben Album – in dem Zusammenhang auf die vorausgegangenen Alben bezogen – „ausschließlich Leistungen auf dem allerhöchsten Niveau“. Der oben schon zitierte Haiko Nahm vom Tinnitus-Magazin benutzt folgende Formulierung:

„Kaum eine andere Band hat über die Jahre derart konstant erstklassigen, ergreifenden und in seiner Form einzigartigen Black Metal erschaffen wie Lunar Aurora.“

Ein anderer Punkt, der oft anzutreffen ist, ist die stilistische Eigenständigkeit der Band. Rüdiger Stehle sieht in seiner Kritik zu Andacht zwar leichte Parallelen zu Bands wie Darkthrone, Burzum und Satyricon, allerdings mit dem Zusatz, dass diese Parallelen „sich diesen Ikonen der Szene nie zu sehr [nähern]“. Alboin vom Online-Magazin metal.de sieht als Grund für die Eigenständigkeit „die vermeindlichen [sic!] Kleinigkeiten“. Whyrhd gibt an, die Band sei selbstverständlich von der Musik, die sie höre, beeinflusst, also von Bathory, Darkthrone, Beherit, Samael, Master’s Hammer, Celtic Frost, Possessed, Venoms Live-Aufnahmen, Mayhem, Necromantia, Sarcófago und Burzum, es sei jedoch nie geplant, wie sie zu klingen oder zu sein, sondern eigenständig zu komponieren und zu sehen, wonach es klingen werde.
In vielen Kritiken wird die Atmosphäre der Lieder, beziehungsweise eine mögliche Wirkung auf den Hörer besprochen. So konstatiert der Rezensent JF vom Legacy-Magazin in einer Kritik zu Ars moriendi, dass die „Arrangements der einzelnen Lieder mit ihren originellen Melodien, gekleidet in ein abstoßendes Soundgewand“ den Hörer „in ihren Bann“ ziehen. Arlette Huguenin von vampster erwähnt im Zuge einer Rezension zu Ars moriendi, konkret zum Lied Flammen der Sehnsucht, das Innewohnen von starkem „Leid und Gefühl“ im Schreigesang. Patrick Käseberg von metal1.info versucht aus seiner Sicht die Atmosphäre in zwei verschiedenen Kritiken – einer zu Zyklus, einer zu Elixir of Sorrow – so zu beschreiben:

„Man schwebt in ganz andere Sphären empor, steht über der Welt und den Dingen, der Geist entfaltet sich frei und durchreist die Klangwelt, versucht sogar, die Quelle zu erreichen, was natürlich ausgeschlossen ist.“

„Natürlich ist die Stimmung allgegenwärtig und jederzeit sehr nahe, doch hier ist es noch leicht anders, hier [bei den Liedern Kerkerseele, sowie Hier und jetzt, Anm.] verschmilzt man schon mit ihr und öffnet sich der Musik in einem fast schon zu starken Maße. Bewegende Musik, oh ja, und nichts anderes.“

## Diskografie

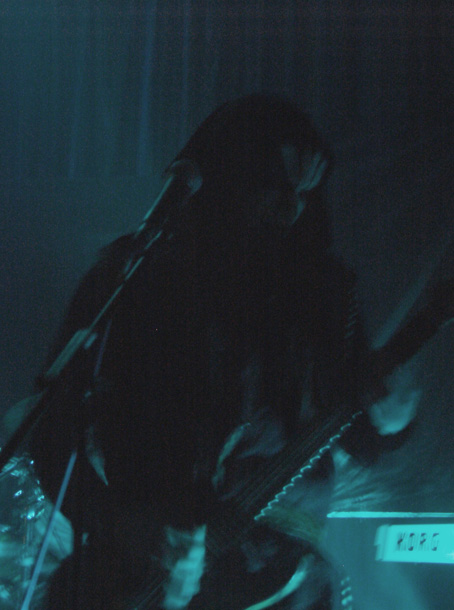
Benjamin „Aran“ König bei einem Live-Auftritt in Rosenheim 2006

- 1995: A Wandering Winterdream Beneath the Cold Moon (Demo, MC, Eigenvertrieb)
- 1996: Auf dunklen Schwingen (Album, CDR/MC, Eigenvertrieb)
- 1996: Weltengänger (Album, CD/MC, Voices Productions; Wiederveröffentlichungen 2007/18: CD/2xLP, Cold Dimensions)
- 1998: Auf einer Wanderung / Durch Goldene Sphären (Split-EP mit Secrets of the Moon, 7"-Vinyl, Darkwind Records)
- 1998: Seelenfeuer (Album, CD, Voices Productions; Wiederveröffentlichungen 2008/18: CD/2xLP, Cold Dimensions)
- 1999: Of Stargates and Bloodstained Celestial Spheres (Album, CD, Kettenhund Records; Wiederveröffentlichungen 2014: CD/2xLP, Cold Dimensions)
- 2002: A Haudiga Fluag / Schwarzä Feus & Schwarzäs Isä (Split-EP mit Paysage D’Hiver, LP, Eternity Records)
- 2002: Vergessen, Verloren In Den Nebeln Hinter Der Sterblichkeit (Kompilation, CDR, Benighted Mirror)
- 2000: Ars moriendi (Album, CD, Ars Metalli; MC, Night Birds Records; Wiederveröffentlichungen 2014: CD/LP, Cold Dimensions)
- 2004: Elixir of Sorrow (Album, CD, The Oath; 2xLP, Deviant Records; Wiederveröffentlichungen 2014: 2xCD/2xLP, Cold Dimensions)
- 2004: Zyklus (Album, CD, Cold Dimensions)
- 2005: Mond (Album, CD/LP, Cold Dimensions)
- 2007: Andacht (Album, CD, Cold Dimensions)
- 2012: Hoagascht (Album, CD/LP, Cold Dimensions)
- 2016: Crypt of Postmortem Ceremonials (Split-Kompilation mit Nordlys, 2xCD/3xLP, Cold Dimensions)

Beiträge auf Kompilationen (Auswahl)
- 1996: Im Schutz Der Nacht auf Schrecken Der Unterwelt Vol. I
- 1999: Drachenfeuer auf Vönger – Äonen Der Knechtschaft
- 2002: Der leere Thron auf Wurzelgeister
- 2003: Der Wanderer des Feuermondes auf Nachtzauber – Mørkeskye Compilation
- 2005: Grimm auf Umtrunk – Gottesgeißeln